# Limonethe scutellata
Limonethe scutellata là một loài tò vò trong họ Ichneumonidae.